# Grammonota teresta
Grammonota teresta là một loài nhện trong họ Linyphiidae.
Loài này thuộc chi Grammonota. Grammonota teresta được Arthur Merton Chickering miêu tả năm 1970.